# Élections sénatoriales de 2014 en Gironde
Les élections sénatoriales de 2014 en Gironde ont lieu le dimanche 28 septembre 2014. Elles ont pour but d'élire les six sénateurs représentant le département au Sénat pour un mandat de six années.

## Contexte départemental
Lors des élections sénatoriales du 21 septembre 2008 en Gironde, six sénateurs ont été élus au scrutin proportionnel : trois socialistes (Philippe Madrelle, Françoise Cartron et Alain Anziani) et trois UMP élus, pour deux d'entre eux (Xavier Pintat et Marie-Hélène des Esgaulx sur la liste officiellement investie et pour le dernier, Gérard César, sénateur sortant non réinvesti, sur une liste dissidente.
Depuis, le collège électoral, constitué des grands électeurs que sont les députés, les conseillers régionaux, les conseillers généraux et les délégués des conseils municipaux, a été renouvelé en quasi-totalité par les élections législatives de 2012 qui ont vu une gauche dominatrice remporter onze des douze circonscriptions du département, les élections régionales de 2010 qui ont conforté la majorité de gauche au conseil régional d'Aquitaine, les élections cantonales de 2011 qui ont renforcé la large majorité de gauche au sein de l'assemblée départementale et surtout les élections municipales de 2014 qui ont vu la large victoire d'Alain Juppé à Bordeaux dès le premier tour et une nette progression de la droite qui gagne la troisième ville de Gironde, Pessac, mais également, pour les communes de plus de 5 000 habitants, Saint-Médard-en-Jalles, Le Taillan-Médoc, Coutras, Artigues-près-Bordeaux, Saint-Jean-d'Illac, Carbon-Blanc, Salles, Lanton, Pauillac, la seule perte de Mios, ne contrebalançant pas ce bilan largement bénéficiaire.

## Rappel des résultats de 2008
| Tête de liste  | Tête de liste     | Liste          | Voix  | %      | Élus |
| -------------- | ----------------- | -------------- | ----- | ------ | ---- |
|                | Philippe Madrelle | PS             | 1 240 | 41,96  | 3    |
|                | Xavier Pintat     | UMP            | 708   | 23,96  | 2    |
|                | Gérard César      | UMP            | 552   | 18,68  | 1    |
|                | Alain Cazabonne   | MoDem          | 164   | 5,55   |      |
|                | Pierre Augey      | PCF            | 159   | 5,38   |      |
|                | Stéphane Saubusse | Verts          | 110   | 3,72   |      |
|                | Jacques Colombier | FN             | 14    | 0,47   |      |
|                | Eddie Puyjalon    | CPNT           | 8     | 0,27   |      |
|                |                   |                |       |        |      |
| Inscrits       | Inscrits          | Inscrits       | 3 007 | 100,00 |      |
| Abstentions    | Abstentions       | Abstentions    | 15    | 0,50   |      |
| Votants        | Votants           | Votants        | 2 992 | 99,50  |      |
| Blancs et nuls | Blancs et nuls    | Blancs et nuls | 37    | 1,24   |      |
| Exprimés       | Exprimés          | Exprimés       | 2 955 | 98,76  |      |

## Sénateurs sortants
| Sénateur | Sénateur                 | Parti | Fonctions lors de l'élection en 2008           |
| -------- | ------------------------ | ----- | ---------------------------------------------- |
|          | Philippe Madrelle        | PS    | Sénateur sortant, président du Conseil général |
|          | Françoise Cartron        | PS    |                                                |
|          | Alain Anziani            | PS    |                                                |
|          | Xavier Pintat            | UMP   | Sénateur sortant, maire de Soulac-sur-Mer      |
|          | Marie-Hélène des Esgaulx | UMP   | Maire de Gujan-Mestras                         |
|          | Gérard César             | UMP   | Sénateur sortant, maire de Rauzan              |

## Collège électoral
En application des règles applicables pour les élections sénatoriales françaises, le collège électoral appelé à élire les sénateurs de la Gironde en 2014 se compose de la manière suivante:
| Délégués des communes                             |                        |                       |                       |          |                     |
|                                                   | Conseillers municipaux | Délégués / commune    | Communes concernées   | Délégués | % collège électoral |
| Délégués des communes de moins de 9 000 habitants |                        |                       |                       |          |                     |
| - communes de < 100 habitants                     | 7                      | 1                     | 14                    | 14       | 0,04%               |
| - communes de < 500 habitants                     | 11                     | 1                     | 198                   | 198      | 6,00%               |
| - communes de < 1500 habitants                    | 15                     | 3                     | 166                   | 498      | 15,08%              |
| - communes de < 2 500 habitants                   | 19                     | 5                     | 69                    | 345      | 10,45%              |
| - communes de < 3 500 habitants                   | 23                     | 7                     | 25                    | 175      | 5,30%               |
| - communes de < 5 000 habitants                   | 27                     | 15                    | 19                    | 285      | 8,63%               |
| - communes de < 9 000 habitants                   | 29                     | 15                    | 24                    | 360      | 10,90%              |
| Délégués des communes de 9 000 à 29 999 habitants |                        |                       |                       |          |                     |
| - communes de < 10 000 habitants                  | 29                     | 29                    | 5                     | 145      | 4,39%               |
| - communes de < 20 000 habitants                  | 33                     | 33                    | 8                     | 264      | 8,00%               |
| - communes de < 30 000 habitants                  | 35                     | 35                    | 10                    | 350      | 10,60%              |
| Délégués des communes de 30 000 habitants et plus |                        |                       |                       |          |                     |
| - Talence (40 763 hab.)                           | 43                     | 56                    | 1                     | 56       | 1,70%               |
| - Pessac (58 743 hab.)                            | 45                     | 80                    | 1                     | 80       | 2,42%               |
| - Mérignac (65 882 hab.)                          | 49                     | 93                    | 1                     | 93       | 2,82%               |
| - Bordeaux (239 399 hab.)                         | 61                     | 322                   | 1                     | 322      | 9,75%               |
| Délégués des communes                             | Délégués des communes  | Délégués des communes | Délégués des communes | 3 185    | 96,46%              |
| Conseillers généraux                              | Conseillers généraux   | Conseillers généraux  | Conseillers généraux  | 63       | 1,91%               |
| Conseillers régionaux                             | Conseillers régionaux  | Conseillers régionaux | Conseillers régionaux | 36       | 1,09%               |
| Députés                                           | Députés                | Députés               | Députés               | 12       | 0,36%               |
| Sénateurs                                         | Sénateurs              | Sénateurs             | Sénateurs             | 6        | 0,18%               |
| Total                                             | Total                  | Total                 | Total                 | 3302     | 100,00%             |

1. ↑  Dans les communes de moins de 9 000 le conseil municipal élit en son sein des délégués dont le nombre dépend de la taille de la commune.
2. ↑  Dans les communes de 9 000 à 29 999 habitants, tous les conseillers municipaux sont délégués. Il n'y a pas de délégués supplémentaires
3. ↑  Dans les communes de plus de 30 000 habitants, tous les conseillers municipaux sont délégués et, en complément, le conseil municipal désigne des délégués supplémentaires à raison d'un par tranche de 800 habitants au-delà de 30 000 habitants

## Présentation des candidats
Les nouveaux représentants sont élus pour une législature de 6 ans au suffrage universel indirect par les grands électeurs du département. En Gironde, les six sénateurs sont élus au scrutin proportionnel plurinominal. Chaque liste de candidats est obligatoirement paritaire et alterne entre les hommes et les femmes. 7 listes ont été déposées dans le département, comportant chacune 8 noms. Elles sont présentées ici dans l'ordre de leur dépôt à la préfecture et comportent l'intitulé figurant aux dossiers de candidature.

### Debout la République
| N° | Candidats | Candidats           | Parti | Principales fonctions |
| -- | --------- | ------------------- | ----- | --------------------- |
| 01 |           | Martine Hostier     | DLR   |                       |
| 02 |           | Jérôme Casimir      | DLR   |                       |
| 03 |           | Geneviève Pivon     | DLR   |                       |
| 04 |           | Lionel Charpentier  | DLR   |                       |
| 05 |           | Annick Vert         | DLR   |                       |
| 06 |           | Philippe Dalle      | DLR   |                       |
| 07 |           | Marie-Noëlle Bitaly | DLR   |                       |
| 08 |           | Michel Salardaine   | DLR   |                       |

### Union de la droite et du centre
| N° | Candidats | Candidats                | Parti | Principales fonctions                              |
| -- | --------- | ------------------------ | ----- | -------------------------------------------------- |
| 01 |           | Xavier Pintat            | UMP   | Sénateur sortant, maire de Soulac-sur-Mer          |
| 02 |           | Marie-Hélène des Esgaulx | UMP   | Sénatrice sortante, maire de Gujan-Mestras         |
| 03 |           | Gérard César             | UMP   | Sénateur sortant, maire de Rauzan                  |
| 04 |           | Nathalie Delattre        | UDI   | Adjointe au maire de Bordeaux                      |
| 05 |           | Alain Cazabonne          | MoDem | Maire de Talence                                   |
| 06 |           | Florence Lassarade       | UMP   | Adjointe au maire de Saint-Macaire                 |
| 07 |           | Yves Ponton d'Amécourt   | CPNT  | Conseiller général, maire de Sauveterre-de-Guyenne |
| 08 |           | Valérie Ducout           | UMP   | Maire de Saint-Ciers-sur-Gironde                   |

### Europe Écologie Les Verts
| N° | Candidats | Candidats               | Parti | Principales fonctions                          |
| -- | --------- | ----------------------- | ----- | ---------------------------------------------- |
| 01 |           | Monique de Marco        | EELV  | Vice-présidente du conseil régional            |
| 02 |           | Stéphane Saubusse       | EELV  | Conseiller municipal du Pian-Médoc             |
| 03 |           | Françoise Coineau       | EELV  | Conseillère municipale de la Teste-de-Buch     |
| 04 |           | Gérard Chausset         | EELV  | Adjoint au maire de Mérignac                   |
| 05 |           | Anne-Laure Fabre-Nadler | EELV  | Conseillère municipale de Carignan-de-Bordeaux |
| 06 |           | Pascal Bourgois         | EELV  | Conseiller municipal du Jugazan                |
| 07 |           | Gaëlle Mounier          | EELV  |                                                |
| 08 |           | Yann Persillon          | EELV  |                                                |

### Parti socialiste
| N° | Candidats | Candidats          | Parti | Principales fonctions                            |
| -- | --------- | ------------------ | ----- | ------------------------------------------------ |
| 01 |           | Philippe Madrelle  | PS    | Sénateur sortant, président du conseil général   |
| 02 |           | Françoise Cartron  | PS    | Sénatrice sortante                               |
| 03 |           | Alain Anziani      | PS    | Sénateur sortant, maire de Mérignac              |
| 04 |           | Laurence Harribey  | PS    | Maire de Noaillan                                |
| 05 |           | Hervé Gillé        | PS    | Conseiller général, adjoint au maire de Podensac |
| 06 |           | Christine Bost     | PS    | Conseillère générale, maire d'Eysines            |
| 07 |           | Cédric Pain        | PS    | Maire de Mios                                    |
| 08 |           | Marie-France Régis | PS    |                                                  |

### Front national
| N° | Candidats | Candidats           | Parti | Principales fonctions                     |
| -- | --------- | ------------------- | ----- | ----------------------------------------- |
| 01 |           | Jacques Colombier   | FN    | Conseiller municipal de Bordeaux          |
| 02 |           | Edwige Diaz         | FN    | Conseillère municipale de Saint-Savin     |
| 03 |           | Grégoire de Fournas | FN    |                                           |
| 04 |           | Nathalie Le Guen    | FN    | Conseillère municipale de Bègles          |
| 05 |           | Pierre Dinet        | FN    |                                           |
| 06 |           | Catherine Bouilhet  | FN    | Conseillère municipale de Bordeaux        |
| 07 |           | Jérémy Hernandez    | FN    | Conseiller municipal d'Ambarès-et-Lagrave |
| 08 |           | Agnès Lelièvre      | FN    |                                           |

### Parti communiste
| N° | Candidats | Candidats          | Parti | Principales fonctions            |
| -- | --------- | ------------------ | ----- | -------------------------------- |
| 01 |           | Pierre Augey       | PCF   | Maire de Fargues                 |
| 02 |           | Francine Loubes    | PCF   |                                  |
| 03 |           | Stéphane Denoyelle | PCF   | Maire de Saint-Pierre-d'Aurillac |
| 04 |           | Christine Texier   | PCF   |                                  |
| 05 |           | Max Guichard       | PCF   |                                  |
| 06 |           | Véronique Lavaud   | PCF   |                                  |
| 07 |           | Sébastien Laborde  | PCF   |                                  |
| 08 |           | Claude Mellier     | PCF   |                                  |

### Divers droite
| N° | Candidats | Candidats         | Parti | Principales fonctions |
| -- | --------- | ----------------- | ----- | --------------------- |
| 01 |           | Mikaël Millac     | DVD   |                       |
| 02 |           | Jasmine Thomas    | DVD   |                       |
| 03 |           | Alexandre Crémoux | DVD   |                       |
| 04 |           | Anne-Marie Oger   | DVD   |                       |
| 05 |           | William Favre     | DVD   |                       |
| 06 |           | Annemarie Heinzl  | DVD   |                       |
| 07 |           | Philippe Séosse   | DVD   |                       |
| 08 |           | Michèle Millac    | DVD   |                       |

## Résultats
| Tête de liste | Tête de liste     | Liste              | Voix  | %      | Sièges |  |
| ------------- | ----------------- | ------------------ | ----- | ------ | ------ |  |
|               | Xavier Pintat     | UMP-UDI-MoDem-CPNT | 1 524 | 47,80  | 3      |  |
|               | Philippe Madrelle | PS                 | 1 146 | 35,95  | 3      |  |
|               | Pierre Augey      | PCF                | 192   | 6,02   |        |  |
|               | Monique de Marco  | EELV               | 154   | 4,83   |        |  |
|               | Jacques Colombier | FN                 | 112   | 3,51   |        |  |
|               | Martine Hostier   | DLR                | 32    | 1,00   |        |  |
|               | Mikaël Millac     | DVD                | 28    | 0,88   |        |  |
|               |                   |                    |       |        |        |  |
| Inscrits      | Inscrits          | Inscrits           | 3 298 | 100,00 |        |  |
| Abstentions   | Abstentions       | Abstentions        | 42    | 1,27   |        |  |
| Votants       | Votants           | Votants            | 3 256 | 98,73  |        |  |
| Blancs        | Blancs            | Blancs             | 31    | 0,95   |        |  |
| Nuls          | Nuls              | Nuls               | 37    | 1,14   |        |  |
| Exprimés      | Exprimés          | Exprimés           | 3 188 | 97,91  |        |  |